# 真理奈
真理奈（まりな）は、青森県のアイドル、タレント、モデルであり、女性アイドルグループシンデレラマジックEASTの元リーダーである。愛称は、まりりん。
青森県八戸市出身。2017年、女性アイドルグループ『シンデレラマジックEAST』のリーダーとしてデビュー。
2019年6月、日本ご当地アイドル活性協会より2019年上半期（第12回）未発掘アイドルセレクト10に選出(シンデレラマジックEAST)。
2019年7月、テレビ朝日主催『愛踊祭〜あいどるまつり〜国民的アニメソングカバーコンテスト』東北エリア代表決定戦において「審査員特別賞」「オーディエンス賞」のダブル受賞(シンデレラマジックEAST)。
2020年3月15日にシンデレラマジックEASTを卒業し、2020年4月1日よりソロでアイドル活動を開始、2024年1月より芸能事務所「ジャパン・ミュージックエンターテインメント(AURA)」に所属し活動している。諸般の事情により、2024年7月末で「ジャパン・ミュージックエンターテインメント(AURA)」を退所した。

## 略歴
青森県八戸市に生まれ育ち10代でモデル・芸能事務所Twinkleの前身であるアンオリーブに所属。Twinkleへの社名変更後に「東北ヒーロー阿弖流為（アテルイ）」応援ガールズ及びご当地アイドルとして結成されたシンデレラマジックEASTに加入しリーダーを務める。
地元を拠点にライブ、イベントの司会、テレビのバラエティ番組、テレビ番組のリポーター、テレビCM、広告のモデル、ブライダルモデルなどで活躍。
また、インターネットでのライブ配信も開始。『生テレ』でライブ配信を経験するが、同サービスの終了に伴い、その後はSHOWROOMで配信を行い、現在はPocochaをメインに配信をしている。
2020年3月15日をもってシンデレラマジックEASTを卒業、2020年3月31日に所属事務所Twinkleを退所し、同4月1日よりソロでアイドル活動を始める。
2020年4月25日に、個人のオフィシャルホームページ「❁真理奈❁Official Website❁」を開設し、ライブの企画、オリジナルグッズの制作等をセルフプロデュースをしている。
また、2020年5月にはYouTubeチャンネル『真理奈のおよよよよ』を開設している。
SHOWROOMのイベント特典（渋谷ワンマンバスライブの開催、月刊秋葉原通信への掲載、PCショップ『Jan-gle』イメージガール就任、マリオンクレープでオリジナルクレープ販売、タピオカドリンク秋葉原『MOOGA』4代目イメージガール就任）により都内での活動が増えている。
2020年9月には、新型コロナウィルスの感染を考慮し、ZOOMを使った『真理奈オンライン撮影会』を開催している。
2021年1月18日の自身の誕生日に合わせて、ソロ活動1stシングル『REすたーとっ！！』を各種音楽配信サイトからリリース、同日生誕祭LIVE（『〜ケーキの上からしつれいします〜🎀MARINA Birthday LIVE 2021🎀』）をオンライン配信サイトSHOWROOMのプレミアム配信機能を使い無観客で行う。
2021年4月18日に、2ndシングル『Sakura Fabulous』を各種音楽配信サイトからリリース。
2021年8月18日に、3rdシングルとして『とこナツ！ココナッちゅ！』、『Make It Loud』を2曲同時リリース。
SHOWROOMのカップヌードルアンバサダーイベントで最終審査まで進み、最終審査を勝ち抜き2021年10月18日に『カップヌードル50周年×SHOWROOM特別アンバサダー』に就任する。
2022年1月22日に生誕祭『～1st アルバム リリースさせていただきます～MARINA Birthday LIVE 2022』を予定するも、新型コロナの影響で急遽延期となり、当日先行発売を予定していた1stアルバム『one』やオリジナルグッズを翌1月23日にオフィシャルサイトで販売開始し、同日YoutubeLIVEで購入した人にオンラインサイン会を開催する。そしてYoutubeLIVE内で5thシングル『Found Love』を初披露する。この生誕祭については、2022年3月20日に延期開催され、後に当日の様子が写真集、BD、DVD化されている。
2022年夏に沖縄の座間味島で、ドローンや4Kカメラを駆使して撮影をした自信初の水着を含む写真集『ちゅら』を2022年9月4日に先行販売した。写真集撮影の様子は、YouTube動画【4K】okinawa trip🌺🌴 - YouTubeとして公開されている。
2022年10月には、動画配信アプリSHOWROOMのフォロワーが4000人を突破したことを記念し、ファン感謝企画として名古屋、大阪、東京、青森の4箇所を1週間かけて回り、SHOWROOMの配信開始と同時に場所を公表してファンが来てくれるのを待つという企画を開催し、多くのファンが各地に駆けつけ見事に成功した。以降、クリスマスオフ会、MARINA Birthday LIVE2023 DVD/BluRay販売会など、関西方面での活動も増えている。
2023年8月7日より、30歳を機に『女性から見て憧れる存在でありたい！』という目標を持ち、自信をつけて目標に近づくために、雑誌『PECHE_mag』の創刊号表紙モデルオーディションへの参加を決意する。オーディション参加条件であるライブ配信サイトPocochaで初めて配信を始め、同時にライバー事務所として株式会社RISEに所属する。2023年8月28日には『PECHE_mag』イベントの予選以降の配信ステージであるライブ配信サイト.yell liveでも配信を始める。2023年10月9日オーディション決勝で、応募総数15万人の中からグランプリを獲得し、PECHEモデルである「へらへら三銃士」のさおりんとコラボ表紙を飾り、初号表紙モデル及び単独ページも掲載される。PECHE_magは中身が同じで表紙が異なる2種類が販売されたが、真理奈が表紙を飾るブルーバージョンは販売開始前予約で完売、店頭販売初日で完売、Amazon販売も完売し2回追加販売されたが即日完売の大人気で現在は購入できない。また、このPECHE_magの表紙を飾った記念に、全国のファンへ感謝の気持ちを込めて、札幌、八戸、東京、名古屋、大阪、福岡の6ヶ所に出向いて無料サイン会を実施している。
2023年12月31日にSHOWROOMの1313日続けた毎日配信を終了し、配信プラットフォームのメインをPocochaに移行する。

## 人物
特技はピアノ（保育士経験あり）、けん玉（けん玉検定5級映像 - YouTube）、UFOキャッチャー（クレーンゲーム達人検定3級映像 - YouTube）。
歌うこと、運動、ダンスが好きな他に、ハローキティ、ディズニー、シャチ、そして「世界中のダム穴を見たい」と言う程ダムが好き。
得意料理は味噌クリームパスタ。好きな食べ物はフルーツ（バナナはほぼ毎日食べ、特にさくらんぼ、桃、いちご、梨、シャインマスカット、ゴールデンキウイ、パイナップルが好き）、チョコレート、ミニトマト、チーズ、アイス、ヨーグルト、ベビーカステラ。Candy appleのりんご飴にもハマり何度も取り寄せており、Candy appleの公式X（旧Twitter）やInstagramからもフォローされている。赤福も好物だが、粒あんは苦手である。飲み物はオロナミンC、100%りんごジュースが好き、水は毎日2リットル以上飲み、田中みな実に影響を受け、漢方やLypo-Cを毎日飲み続けている。オロナミンCの企画『みんなの元気がつながる広告キャンペーン』スペシャルムービーに応募し採用され出演している。
性格はとても真面目で、ここぞというところへの力の入れようが凄く、SHOWROOM内イベントでもカップヌードルアンバサダー、カルビーCM出演等のイベントではリスナーに教えられるほど熱心に勉強してイラストも書いて説明するほど。オリジナルの着ぐるみまで作成する程本気で取り組む。
ファッション、コスメ、美容、ピアスが好きで美容オタクと言えるほど知識も豊富、Darichの服がお気に入りで多数愛用している。
就寝前のルーティンはストレッチと筋トレや体幹トレーニング。
片方だけある八重歯が特徴。好きな有名人は深田恭子、ディーン・フジオカ、明日花キララ、浜崎あゆみ、西野カナ。特に、同じアイドルとしてAKB48向井地チームAの込山榛香のファンであり、2020年10月に自身が準レギュラーで出演していたTV番組『夢はここから深夜放送 ラッキー』内で、サプライズ企画として込山榛香とオンライン共演をし、グッズまでいただいている。
また、オリックス・バファローズ『Bs夏の陣2023』ライバー応援モデルになってからは、オリックス・バファローズの山崎颯一郎投手のファンになり応援している。

### 音楽作品

#### ●真理奈
|   | タイトル                 | リリース日    | 作詞       | 作曲       | 編曲       | 備考 |
| - | ------------------------ | ------------- | ---------- | ---------- | ---------- | --- |
| 1 | REすたーとっ!!           | 2021年1月18日 | 福田詠一郎 | 福田詠一郎 | 福田詠一郎 | ジャケットデザイン：豊川茅 |
| 2 | Sakura Fabulous          | 2021年4月18日 | 福田詠一郎 | 福田詠一郎 | 福田詠一郎 | MVロケ地：紫雲出山（香川県三豊市） |
| 3 | とこナツ！ココナッちゅ！ | 2021年8月18日 | 福田詠一郎 | 福田詠一郎 | 福田詠一郎 | 3rdシングルとして2曲同時リリース |
| 4 | Make It Loud             | 2021年8月18日 | 福田詠一郎 | 福田詠一郎 | 福田詠一郎 | 3rdシングルとして2曲同時リリース |
| 5 | Found Love               | 2022年2月18日 | 福田詠一郎 | 福田詠一郎 | 福田詠一郎 | 自身初のバラード曲。2022年2月18日に各種音楽配信サイトでDL販売スタート。                                                                |
| 6 | 花と私                   | 2024年2月18日 | 多田慎也   | 多田慎也   | 島田尚     | 2023年5月の生誕祭でタイトルが発表され、満を持して2024年2月11日の生誕祭ライブで初披露され、盤面化されたシングルCDとして先行発売される。 |

|   | タイトル |   | 収録曲                   | リリース日     | 作詞        | 作曲        | 編曲        | 備考 |
| - | -------- | - | ------------------------ | -------------- | ----------- | ----------- | ----------- | --- |
| 1 | one      | 1 | REすたーとっ!!           | 2022年 1月23日 | 福田 詠一郎 | 福田 詠一郎 | 福田 詠一郎 | 初めて形になる1枚目のアルバムという意味で名付けたタイトル。 シングル5曲以外に、アルバム曲『Less Control』を含む6曲構成になっている。 2022年1月22日に予定していた生誕祭 『～1st アルバム リリースさせていただきます～ MARINA Birthday LIVE 2022』で先行発売予定であったが、新型コロナの影響で延期となり、2022年1月23日にオフィシャルサイトで発売された。 |
| 1 | one      | 2 | Sakura Fabulous          | 2022年 1月23日 | 福田 詠一郎 | 福田 詠一郎 | 福田 詠一郎 | 初めて形になる1枚目のアルバムという意味で名付けたタイトル。 シングル5曲以外に、アルバム曲『Less Control』を含む6曲構成になっている。 2022年1月22日に予定していた生誕祭 『～1st アルバム リリースさせていただきます～ MARINA Birthday LIVE 2022』で先行発売予定であったが、新型コロナの影響で延期となり、2022年1月23日にオフィシャルサイトで発売された。 |
| 1 | one      | 3 | とこナツ！ココナッちゅ！ | 2022年 1月23日 | 福田 詠一郎 | 福田 詠一郎 | 福田 詠一郎 | 初めて形になる1枚目のアルバムという意味で名付けたタイトル。 シングル5曲以外に、アルバム曲『Less Control』を含む6曲構成になっている。 2022年1月22日に予定していた生誕祭 『～1st アルバム リリースさせていただきます～ MARINA Birthday LIVE 2022』で先行発売予定であったが、新型コロナの影響で延期となり、2022年1月23日にオフィシャルサイトで発売された。 |
| 1 | one      | 4 | Make It Loud             | 2022年 1月23日 | 福田 詠一郎 | 福田 詠一郎 | 福田 詠一郎 | 初めて形になる1枚目のアルバムという意味で名付けたタイトル。 シングル5曲以外に、アルバム曲『Less Control』を含む6曲構成になっている。 2022年1月22日に予定していた生誕祭 『～1st アルバム リリースさせていただきます～ MARINA Birthday LIVE 2022』で先行発売予定であったが、新型コロナの影響で延期となり、2022年1月23日にオフィシャルサイトで発売された。 |
| 1 | one      | 5 | Found Love               | 2022年 1月23日 | 福田 詠一郎 | 福田 詠一郎 | 福田 詠一郎 | 初めて形になる1枚目のアルバムという意味で名付けたタイトル。 シングル5曲以外に、アルバム曲『Less Control』を含む6曲構成になっている。 2022年1月22日に予定していた生誕祭 『～1st アルバム リリースさせていただきます～ MARINA Birthday LIVE 2022』で先行発売予定であったが、新型コロナの影響で延期となり、2022年1月23日にオフィシャルサイトで発売された。 |
| 1 | one      | 6 | Less Control             | 2022年 1月23日 | 福田 詠一郎 | 福田 詠一郎 | 福田 詠一郎 | 初めて形になる1枚目のアルバムという意味で名付けたタイトル。 シングル5曲以外に、アルバム曲『Less Control』を含む6曲構成になっている。 2022年1月22日に予定していた生誕祭 『～1st アルバム リリースさせていただきます～ MARINA Birthday LIVE 2022』で先行発売予定であったが、新型コロナの影響で延期となり、2022年1月23日にオフィシャルサイトで発売された。 |

|   | タイトル                  |    | 収録曲                                   | リリース日     | 備考 |
| 1 | MARINA Birthday LIVE 2022 | 1  | REすたーとっ!!                           | 2022年 7月17日 | 2022年3月20日に行われた『～1st アルバム リリースさせていただきます～MARINA Birthday LIVE 2022』の中から、自身の持ち歌と、作詞作曲編曲を担当したゲストの福田詠一郎氏のオリジナル曲を抜粋して作られたLIVE映像である。 2022年6月26日ソフマップAKIBA パソコン・デジタル館で行われたミニライブ＆SHOWROOMイベント特典会で、Blu-rayとDVDを先行販売したものである。Blu-rayとDVDはジャケットは異なるが内容は同じである。 |
| 1 | MARINA Birthday LIVE 2022 | 2  | Sakura Fabulous                          | 2022年 7月17日 | 2022年3月20日に行われた『～1st アルバム リリースさせていただきます～MARINA Birthday LIVE 2022』の中から、自身の持ち歌と、作詞作曲編曲を担当したゲストの福田詠一郎氏のオリジナル曲を抜粋して作られたLIVE映像である。 2022年6月26日ソフマップAKIBA パソコン・デジタル館で行われたミニライブ＆SHOWROOMイベント特典会で、Blu-rayとDVDを先行販売したものである。Blu-rayとDVDはジャケットは異なるが内容は同じである。 |
| 1 | MARINA Birthday LIVE 2022 | 3  | とこナツ！ココナッちゅ！                 | 2022年 7月17日 | 2022年3月20日に行われた『～1st アルバム リリースさせていただきます～MARINA Birthday LIVE 2022』の中から、自身の持ち歌と、作詞作曲編曲を担当したゲストの福田詠一郎氏のオリジナル曲を抜粋して作られたLIVE映像である。 2022年6月26日ソフマップAKIBA パソコン・デジタル館で行われたミニライブ＆SHOWROOMイベント特典会で、Blu-rayとDVDを先行販売したものである。Blu-rayとDVDはジャケットは異なるが内容は同じである。 |
| 1 | MARINA Birthday LIVE 2022 | 4  | Make It Loud                             | 2022年 7月17日 | 2022年3月20日に行われた『～1st アルバム リリースさせていただきます～MARINA Birthday LIVE 2022』の中から、自身の持ち歌と、作詞作曲編曲を担当したゲストの福田詠一郎氏のオリジナル曲を抜粋して作られたLIVE映像である。 2022年6月26日ソフマップAKIBA パソコン・デジタル館で行われたミニライブ＆SHOWROOMイベント特典会で、Blu-rayとDVDを先行販売したものである。Blu-rayとDVDはジャケットは異なるが内容は同じである。 |
| 1 | MARINA Birthday LIVE 2022 | 5  | Found Love                               | 2022年 7月17日 | 2022年3月20日に行われた『～1st アルバム リリースさせていただきます～MARINA Birthday LIVE 2022』の中から、自身の持ち歌と、作詞作曲編曲を担当したゲストの福田詠一郎氏のオリジナル曲を抜粋して作られたLIVE映像である。 2022年6月26日ソフマップAKIBA パソコン・デジタル館で行われたミニライブ＆SHOWROOMイベント特典会で、Blu-rayとDVDを先行販売したものである。Blu-rayとDVDはジャケットは異なるが内容は同じである。 |
| 1 | MARINA Birthday LIVE 2022 | 6  | Less Control                             | 2022年 7月17日 | 2022年3月20日に行われた『～1st アルバム リリースさせていただきます～MARINA Birthday LIVE 2022』の中から、自身の持ち歌と、作詞作曲編曲を担当したゲストの福田詠一郎氏のオリジナル曲を抜粋して作られたLIVE映像である。 2022年6月26日ソフマップAKIBA パソコン・デジタル館で行われたミニライブ＆SHOWROOMイベント特典会で、Blu-rayとDVDを先行販売したものである。Blu-rayとDVDはジャケットは異なるが内容は同じである。 |
| 2 | MARINA Birthday LIVE 2023 | 1  | キャッツアイ（ママりん）                 | 2023年 7月22日 | 2023年5月6日に行われた『20代の思い出は捨てていけ！MARINA Birthday LIVE2023』の様子を収めたBlu-rayとDVDである。 ママりんこと実の母親が司会進行や曲を披露したり、会場であるCreAtoの巨大モニターを駆使し、元グループメンバーや仲の良い方々からのお祝いコメントも動画で登場するなど、とてもアットホームであった生誕祭の模様を記録した作品である。 今回は、ダイナミック琉球、One Night Carnival、ドラえもんなど、ファンにお馴染みの曲やサプライズ曲を入れ、とても盛り上がった様子が収められている。 東京、大阪、八戸と3箇所でBlu-ray・DVD販売会を実施し、ネット販売以外に直接手渡しでの販売も実施している。 |
| 2 | MARINA Birthday LIVE 2023 | 2  | REすたーとっ！！                         | 2023年 7月22日 | 2023年5月6日に行われた『20代の思い出は捨てていけ！MARINA Birthday LIVE2023』の様子を収めたBlu-rayとDVDである。 ママりんこと実の母親が司会進行や曲を披露したり、会場であるCreAtoの巨大モニターを駆使し、元グループメンバーや仲の良い方々からのお祝いコメントも動画で登場するなど、とてもアットホームであった生誕祭の模様を記録した作品である。 今回は、ダイナミック琉球、One Night Carnival、ドラえもんなど、ファンにお馴染みの曲やサプライズ曲を入れ、とても盛り上がった様子が収められている。 東京、大阪、八戸と3箇所でBlu-ray・DVD販売会を実施し、ネット販売以外に直接手渡しでの販売も実施している。 |
| 2 | MARINA Birthday LIVE 2023 | 3  | とこナツ！ココナッちゅ！                 | 2023年 7月22日 | 2023年5月6日に行われた『20代の思い出は捨てていけ！MARINA Birthday LIVE2023』の様子を収めたBlu-rayとDVDである。 ママりんこと実の母親が司会進行や曲を披露したり、会場であるCreAtoの巨大モニターを駆使し、元グループメンバーや仲の良い方々からのお祝いコメントも動画で登場するなど、とてもアットホームであった生誕祭の模様を記録した作品である。 今回は、ダイナミック琉球、One Night Carnival、ドラえもんなど、ファンにお馴染みの曲やサプライズ曲を入れ、とても盛り上がった様子が収められている。 東京、大阪、八戸と3箇所でBlu-ray・DVD販売会を実施し、ネット販売以外に直接手渡しでの販売も実施している。 |
| 2 | MARINA Birthday LIVE 2023 | 4  | ダイナミック琉球                         | 2023年 7月22日 | 2023年5月6日に行われた『20代の思い出は捨てていけ！MARINA Birthday LIVE2023』の様子を収めたBlu-rayとDVDである。 ママりんこと実の母親が司会進行や曲を披露したり、会場であるCreAtoの巨大モニターを駆使し、元グループメンバーや仲の良い方々からのお祝いコメントも動画で登場するなど、とてもアットホームであった生誕祭の模様を記録した作品である。 今回は、ダイナミック琉球、One Night Carnival、ドラえもんなど、ファンにお馴染みの曲やサプライズ曲を入れ、とても盛り上がった様子が収められている。 東京、大阪、八戸と3箇所でBlu-ray・DVD販売会を実施し、ネット販売以外に直接手渡しでの販売も実施している。 |
| 2 | MARINA Birthday LIVE 2023 | 5  | One Night Carnival                       | 2023年 7月22日 | 2023年5月6日に行われた『20代の思い出は捨てていけ！MARINA Birthday LIVE2023』の様子を収めたBlu-rayとDVDである。 ママりんこと実の母親が司会進行や曲を披露したり、会場であるCreAtoの巨大モニターを駆使し、元グループメンバーや仲の良い方々からのお祝いコメントも動画で登場するなど、とてもアットホームであった生誕祭の模様を記録した作品である。 今回は、ダイナミック琉球、One Night Carnival、ドラえもんなど、ファンにお馴染みの曲やサプライズ曲を入れ、とても盛り上がった様子が収められている。 東京、大阪、八戸と3箇所でBlu-ray・DVD販売会を実施し、ネット販売以外に直接手渡しでの販売も実施している。 |
| 2 | MARINA Birthday LIVE 2023 | 6  | Make It Loud                             | 2023年 7月22日 | 2023年5月6日に行われた『20代の思い出は捨てていけ！MARINA Birthday LIVE2023』の様子を収めたBlu-rayとDVDである。 ママりんこと実の母親が司会進行や曲を披露したり、会場であるCreAtoの巨大モニターを駆使し、元グループメンバーや仲の良い方々からのお祝いコメントも動画で登場するなど、とてもアットホームであった生誕祭の模様を記録した作品である。 今回は、ダイナミック琉球、One Night Carnival、ドラえもんなど、ファンにお馴染みの曲やサプライズ曲を入れ、とても盛り上がった様子が収められている。 東京、大阪、八戸と3箇所でBlu-ray・DVD販売会を実施し、ネット販売以外に直接手渡しでの販売も実施している。 |
| 2 | MARINA Birthday LIVE 2023 | 7  | Less Control                             | 2023年 7月22日 | 2023年5月6日に行われた『20代の思い出は捨てていけ！MARINA Birthday LIVE2023』の様子を収めたBlu-rayとDVDである。 ママりんこと実の母親が司会進行や曲を披露したり、会場であるCreAtoの巨大モニターを駆使し、元グループメンバーや仲の良い方々からのお祝いコメントも動画で登場するなど、とてもアットホームであった生誕祭の模様を記録した作品である。 今回は、ダイナミック琉球、One Night Carnival、ドラえもんなど、ファンにお馴染みの曲やサプライズ曲を入れ、とても盛り上がった様子が収められている。 東京、大阪、八戸と3箇所でBlu-ray・DVD販売会を実施し、ネット販売以外に直接手渡しでの販売も実施している。 |
| 2 | MARINA Birthday LIVE 2023 | 8  | ドラえもん                               | 2023年 7月22日 | 2023年5月6日に行われた『20代の思い出は捨てていけ！MARINA Birthday LIVE2023』の様子を収めたBlu-rayとDVDである。 ママりんこと実の母親が司会進行や曲を披露したり、会場であるCreAtoの巨大モニターを駆使し、元グループメンバーや仲の良い方々からのお祝いコメントも動画で登場するなど、とてもアットホームであった生誕祭の模様を記録した作品である。 今回は、ダイナミック琉球、One Night Carnival、ドラえもんなど、ファンにお馴染みの曲やサプライズ曲を入れ、とても盛り上がった様子が収められている。 東京、大阪、八戸と3箇所でBlu-ray・DVD販売会を実施し、ネット販売以外に直接手渡しでの販売も実施している。 |
| 2 | MARINA Birthday LIVE 2023 | 9  | Found Love                               | 2023年 7月22日 | 2023年5月6日に行われた『20代の思い出は捨てていけ！MARINA Birthday LIVE2023』の様子を収めたBlu-rayとDVDである。 ママりんこと実の母親が司会進行や曲を披露したり、会場であるCreAtoの巨大モニターを駆使し、元グループメンバーや仲の良い方々からのお祝いコメントも動画で登場するなど、とてもアットホームであった生誕祭の模様を記録した作品である。 今回は、ダイナミック琉球、One Night Carnival、ドラえもんなど、ファンにお馴染みの曲やサプライズ曲を入れ、とても盛り上がった様子が収められている。 東京、大阪、八戸と3箇所でBlu-ray・DVD販売会を実施し、ネット販売以外に直接手渡しでの販売も実施している。 |
| 2 | MARINA Birthday LIVE 2023 | 10 | Sakura Fabulous                          | 2023年 7月22日 | 2023年5月6日に行われた『20代の思い出は捨てていけ！MARINA Birthday LIVE2023』の様子を収めたBlu-rayとDVDである。 ママりんこと実の母親が司会進行や曲を披露したり、会場であるCreAtoの巨大モニターを駆使し、元グループメンバーや仲の良い方々からのお祝いコメントも動画で登場するなど、とてもアットホームであった生誕祭の模様を記録した作品である。 今回は、ダイナミック琉球、One Night Carnival、ドラえもんなど、ファンにお馴染みの曲やサプライズ曲を入れ、とても盛り上がった様子が収められている。 東京、大阪、八戸と3箇所でBlu-ray・DVD販売会を実施し、ネット販売以外に直接手渡しでの販売も実施している。 |
| 2 | MARINA Birthday LIVE 2023 | 11 | REすたーとっ！！（アコースティック.ver） | 2023年 7月22日 | 2023年5月6日に行われた『20代の思い出は捨てていけ！MARINA Birthday LIVE2023』の様子を収めたBlu-rayとDVDである。 ママりんこと実の母親が司会進行や曲を披露したり、会場であるCreAtoの巨大モニターを駆使し、元グループメンバーや仲の良い方々からのお祝いコメントも動画で登場するなど、とてもアットホームであった生誕祭の模様を記録した作品である。 今回は、ダイナミック琉球、One Night Carnival、ドラえもんなど、ファンにお馴染みの曲やサプライズ曲を入れ、とても盛り上がった様子が収められている。 東京、大阪、八戸と3箇所でBlu-ray・DVD販売会を実施し、ネット販売以外に直接手渡しでの販売も実施している。 |
| 2 | MARINA Birthday LIVE 2023 | 12 | ドレミファロンド                         | 2023年 7月22日 | 2023年5月6日に行われた『20代の思い出は捨てていけ！MARINA Birthday LIVE2023』の様子を収めたBlu-rayとDVDである。 ママりんこと実の母親が司会進行や曲を披露したり、会場であるCreAtoの巨大モニターを駆使し、元グループメンバーや仲の良い方々からのお祝いコメントも動画で登場するなど、とてもアットホームであった生誕祭の模様を記録した作品である。 今回は、ダイナミック琉球、One Night Carnival、ドラえもんなど、ファンにお馴染みの曲やサプライズ曲を入れ、とても盛り上がった様子が収められている。 東京、大阪、八戸と3箇所でBlu-ray・DVD販売会を実施し、ネット販売以外に直接手渡しでの販売も実施している。 |
| 3 | MARINA BIRTHDAY LIVE 2024 | 1  | REすたーとっ！！                         | 2024年 6月1日  | 2024年2月11日に行われた『MARINA BIRTHDAY LIVE 2024 ～きみのままで～』の様子を収めたBlu-rayとDVDである。 自信が30歳を迎えたこの生誕祭ライブから、初めてスタンディングでのライブとし、真理奈自身が作るライブから真理奈とファンが一緒に作り上げるライブへと進化し、ファンのコールを始めペンライトやタオルの振り方を練習しながら統一して真理奈とファンが一体となって盛り上がった様子が収められている。 カメラの台数も増え、様々なアングルから撮影した動画を編集しているため、より臨場感のあるライブの様子が映し出されている。                                                                              |
| 3 | MARINA BIRTHDAY LIVE 2024 | 2  | #好きなんだ                              | 2024年 6月1日  | 2024年2月11日に行われた『MARINA BIRTHDAY LIVE 2024 ～きみのままで～』の様子を収めたBlu-rayとDVDである。 自信が30歳を迎えたこの生誕祭ライブから、初めてスタンディングでのライブとし、真理奈自身が作るライブから真理奈とファンが一緒に作り上げるライブへと進化し、ファンのコールを始めペンライトやタオルの振り方を練習しながら統一して真理奈とファンが一体となって盛り上がった様子が収められている。 カメラの台数も増え、様々なアングルから撮影した動画を編集しているため、より臨場感のあるライブの様子が映し出されている。                                                                              |
| 3 | MARINA BIRTHDAY LIVE 2024 | 3  | 初恋サイダー                             | 2024年 6月1日  | 2024年2月11日に行われた『MARINA BIRTHDAY LIVE 2024 ～きみのままで～』の様子を収めたBlu-rayとDVDである。 自信が30歳を迎えたこの生誕祭ライブから、初めてスタンディングでのライブとし、真理奈自身が作るライブから真理奈とファンが一緒に作り上げるライブへと進化し、ファンのコールを始めペンライトやタオルの振り方を練習しながら統一して真理奈とファンが一体となって盛り上がった様子が収められている。 カメラの台数も増え、様々なアングルから撮影した動画を編集しているため、より臨場感のあるライブの様子が映し出されている。                                                                              |
| 3 | MARINA BIRTHDAY LIVE 2024 | 4  | とこナツ！ココナッちゅ！                 | 2024年 6月1日  | 2024年2月11日に行われた『MARINA BIRTHDAY LIVE 2024 ～きみのままで～』の様子を収めたBlu-rayとDVDである。 自信が30歳を迎えたこの生誕祭ライブから、初めてスタンディングでのライブとし、真理奈自身が作るライブから真理奈とファンが一緒に作り上げるライブへと進化し、ファンのコールを始めペンライトやタオルの振り方を練習しながら統一して真理奈とファンが一体となって盛り上がった様子が収められている。 カメラの台数も増え、様々なアングルから撮影した動画を編集しているため、より臨場感のあるライブの様子が映し出されている。                                                                              |
| 3 | MARINA BIRTHDAY LIVE 2024 | 5  | Make It Loud                             | 2024年 6月1日  | 2024年2月11日に行われた『MARINA BIRTHDAY LIVE 2024 ～きみのままで～』の様子を収めたBlu-rayとDVDである。 自信が30歳を迎えたこの生誕祭ライブから、初めてスタンディングでのライブとし、真理奈自身が作るライブから真理奈とファンが一緒に作り上げるライブへと進化し、ファンのコールを始めペンライトやタオルの振り方を練習しながら統一して真理奈とファンが一体となって盛り上がった様子が収められている。 カメラの台数も増え、様々なアングルから撮影した動画を編集しているため、より臨場感のあるライブの様子が映し出されている。                                                                              |
| 3 | MARINA BIRTHDAY LIVE 2024 | 6  | SWEET MEMORIES                           | 2024年 6月1日  | 2024年2月11日に行われた『MARINA BIRTHDAY LIVE 2024 ～きみのままで～』の様子を収めたBlu-rayとDVDである。 自信が30歳を迎えたこの生誕祭ライブから、初めてスタンディングでのライブとし、真理奈自身が作るライブから真理奈とファンが一緒に作り上げるライブへと進化し、ファンのコールを始めペンライトやタオルの振り方を練習しながら統一して真理奈とファンが一体となって盛り上がった様子が収められている。 カメラの台数も増え、様々なアングルから撮影した動画を編集しているため、より臨場感のあるライブの様子が映し出されている。                                                                              |
| 3 | MARINA BIRTHDAY LIVE 2024 | 7  | 明日への手紙                             | 2024年 6月1日  | 2024年2月11日に行われた『MARINA BIRTHDAY LIVE 2024 ～きみのままで～』の様子を収めたBlu-rayとDVDである。 自信が30歳を迎えたこの生誕祭ライブから、初めてスタンディングでのライブとし、真理奈自身が作るライブから真理奈とファンが一緒に作り上げるライブへと進化し、ファンのコールを始めペンライトやタオルの振り方を練習しながら統一して真理奈とファンが一体となって盛り上がった様子が収められている。 カメラの台数も増え、様々なアングルから撮影した動画を編集しているため、より臨場感のあるライブの様子が映し出されている。                                                                              |
| 3 | MARINA BIRTHDAY LIVE 2024 | 8  | タッチ（ママりん）                       | 2024年 6月1日  | 2024年2月11日に行われた『MARINA BIRTHDAY LIVE 2024 ～きみのままで～』の様子を収めたBlu-rayとDVDである。 自信が30歳を迎えたこの生誕祭ライブから、初めてスタンディングでのライブとし、真理奈自身が作るライブから真理奈とファンが一緒に作り上げるライブへと進化し、ファンのコールを始めペンライトやタオルの振り方を練習しながら統一して真理奈とファンが一体となって盛り上がった様子が収められている。 カメラの台数も増え、様々なアングルから撮影した動画を編集しているため、より臨場感のあるライブの様子が映し出されている。                                                                              |
| 3 | MARINA BIRTHDAY LIVE 2024 | 9  | My Heart Will Go On                      | 2024年 6月1日  | 2024年2月11日に行われた『MARINA BIRTHDAY LIVE 2024 ～きみのままで～』の様子を収めたBlu-rayとDVDである。 自信が30歳を迎えたこの生誕祭ライブから、初めてスタンディングでのライブとし、真理奈自身が作るライブから真理奈とファンが一緒に作り上げるライブへと進化し、ファンのコールを始めペンライトやタオルの振り方を練習しながら統一して真理奈とファンが一体となって盛り上がった様子が収められている。 カメラの台数も増え、様々なアングルから撮影した動画を編集しているため、より臨場感のあるライブの様子が映し出されている。                                                                              |
| 3 | MARINA BIRTHDAY LIVE 2024 | 10 | 花と私                                   | 2024年 6月1日  | 2024年2月11日に行われた『MARINA BIRTHDAY LIVE 2024 ～きみのままで～』の様子を収めたBlu-rayとDVDである。 自信が30歳を迎えたこの生誕祭ライブから、初めてスタンディングでのライブとし、真理奈自身が作るライブから真理奈とファンが一緒に作り上げるライブへと進化し、ファンのコールを始めペンライトやタオルの振り方を練習しながら統一して真理奈とファンが一体となって盛り上がった様子が収められている。 カメラの台数も増え、様々なアングルから撮影した動画を編集しているため、より臨場感のあるライブの様子が映し出されている。                                                                              |
| 3 | MARINA BIRTHDAY LIVE 2024 | 11 | アイノカタチ（feat.HIDE）                | 2024年 6月1日  | 2024年2月11日に行われた『MARINA BIRTHDAY LIVE 2024 ～きみのままで～』の様子を収めたBlu-rayとDVDである。 自信が30歳を迎えたこの生誕祭ライブから、初めてスタンディングでのライブとし、真理奈自身が作るライブから真理奈とファンが一緒に作り上げるライブへと進化し、ファンのコールを始めペンライトやタオルの振り方を練習しながら統一して真理奈とファンが一体となって盛り上がった様子が収められている。 カメラの台数も増え、様々なアングルから撮影した動画を編集しているため、より臨場感のあるライブの様子が映し出されている。                                                                              |
| 3 | MARINA BIRTHDAY LIVE 2024 | 12 | うれし涙                                 | 2024年 6月1日  | 2024年2月11日に行われた『MARINA BIRTHDAY LIVE 2024 ～きみのままで～』の様子を収めたBlu-rayとDVDである。 自信が30歳を迎えたこの生誕祭ライブから、初めてスタンディングでのライブとし、真理奈自身が作るライブから真理奈とファンが一緒に作り上げるライブへと進化し、ファンのコールを始めペンライトやタオルの振り方を練習しながら統一して真理奈とファンが一体となって盛り上がった様子が収められている。 カメラの台数も増え、様々なアングルから撮影した動画を編集しているため、より臨場感のあるライブの様子が映し出されている。                                                                              |
| 3 | MARINA BIRTHDAY LIVE 2024 | 13 | Sakura Fabulous                          | 2024年 6月1日  | 2024年2月11日に行われた『MARINA BIRTHDAY LIVE 2024 ～きみのままで～』の様子を収めたBlu-rayとDVDである。 自信が30歳を迎えたこの生誕祭ライブから、初めてスタンディングでのライブとし、真理奈自身が作るライブから真理奈とファンが一緒に作り上げるライブへと進化し、ファンのコールを始めペンライトやタオルの振り方を練習しながら統一して真理奈とファンが一体となって盛り上がった様子が収められている。 カメラの台数も増え、様々なアングルから撮影した動画を編集しているため、より臨場感のあるライブの様子が映し出されている。                                                                              |
| 3 | MARINA BIRTHDAY LIVE 2024 | 14 | ファンサ                                 | 2024年 6月1日  | 2024年2月11日に行われた『MARINA BIRTHDAY LIVE 2024 ～きみのままで～』の様子を収めたBlu-rayとDVDである。 自信が30歳を迎えたこの生誕祭ライブから、初めてスタンディングでのライブとし、真理奈自身が作るライブから真理奈とファンが一緒に作り上げるライブへと進化し、ファンのコールを始めペンライトやタオルの振り方を練習しながら統一して真理奈とファンが一体となって盛り上がった様子が収められている。 カメラの台数も増え、様々なアングルから撮影した動画を編集しているため、より臨場感のあるライブの様子が映し出されている。                                                                              |
| 3 | MARINA BIRTHDAY LIVE 2024 | 15 | Found Love                               | 2024年 6月1日  | 2024年2月11日に行われた『MARINA BIRTHDAY LIVE 2024 ～きみのままで～』の様子を収めたBlu-rayとDVDである。 自信が30歳を迎えたこの生誕祭ライブから、初めてスタンディングでのライブとし、真理奈自身が作るライブから真理奈とファンが一緒に作り上げるライブへと進化し、ファンのコールを始めペンライトやタオルの振り方を練習しながら統一して真理奈とファンが一体となって盛り上がった様子が収められている。 カメラの台数も増え、様々なアングルから撮影した動画を編集しているため、より臨場感のあるライブの様子が映し出されている。                                                                              |

#### ●藤原軍団
|   | タイトル         | リリース日 | 作詞                   | 作曲                   | 備考                                                                                      |
| 1 | 笑ってほしいんだ | 2020年10月 | 木村治由 （マニ☆ラバ） | 木村治由 （マニ☆ラバ） | 自身が準レギュラーで出演している『夢はここから深夜放送 ラッキー』内で結成されたユニット。 |
| 2 | 呼吸             | 2020年12月 | 木村治由 （マニ☆ラバ） | 木村治由 （マニ☆ラバ） | 自身が準レギュラーで出演している『夢はここから深夜放送 ラッキー』内で結成されたユニット。 |
| 3 | 雪の魔法         | 2021年3月  | 木村治由 （マニ☆ラバ） | 木村治由 （マニ☆ラバ） | 自身が準レギュラーで出演している『夢はここから深夜放送 ラッキー』内で結成されたユニット。 |

#### ●シンデレラマジックEAST
|   | タイトル             | リリース日 | 作詞                       | 作曲                       | 備考                                                                                         |
| - | -------------------- | ---------- | -------------------------- | -------------------------- | -------------------------------------------------------------------------------------------- |
| 1 | シンデレラマジック   | 2017年11月 | 坂本つとむwithケンイチ大倉 | 坂本つとむwithケンイチ大倉 | ユニバーサルミュージックより２曲同時リリース。 JOYSOUND、UGA (カラオケ)にて動画配信/有線配信 |
| 2 | テディガールズラブ   | 2017年11月 | 坂本つとむwithケンイチ大倉 | 坂本つとむwithケンイチ大倉 | ユニバーサルミュージックより２曲同時リリース。 JOYSOUND、UGA (カラオケ)にて動画配信/有線配信 |
| 3 | Still i love you     | 2019年4月  | Say-ta                     | Say-ta                     |                                                                                              |
| 4 | デストロイマイハート | 2019年8月  | Say-ta                     | Say-ta                     |                                                                                              |

### MV
- シンデレラマジック - YouTube(2017年)(シンデレラマジックEAST)
- テディガールズラブ - YouTube(2017年)(シンデレラマジックEAST)
- Sakura Fabulous - YouTube(2021年5月)(真理奈)

### 写真集
- デジタル写真集『真理奈 Featured Girl Vol.3 ガールズシロップ』Kindle版発売51ページ(2019年10月、GIRL'S SYRUP)
- 『シンデレラの魔法を夢見て。』29ページ(2019年12月22日)
- 『REすたーとっ！！～One～MARINA』14ページ[注 10]（2020年11月7日）
- bitfan限定フォトブック『MARINA 2020-2021 ActivityRecord』34ページ[注 11]（2021年5月20日）
- bitfan限定フォトブック『MARINA 2021-2022 ActivityRecord』34ページ[注 12]（2022年10月）
- 『MARINA BirthdayLIVE2022 MEMORIAL PHOTOBOOK』42ページ（2022年7月17日）
- 沖縄写真集『ちゅら』44ページ[注 13]（2022年9月4日）
- 『MARINA BIRTHDAY LIVE2024 PHOTO BOOK』46ページ（2024年6月1日）

## 出演

### ライブ
- 『謎の夜会 vol.1』(2019年5月25日、早稲田Rinen) [8]
- 『ワンマンバスライブ』(2019年7月27日、渋谷LIVE BUS)[9]
- 『ダイヤモンド☆コレクション〜BRASH UP BOUT‼〜 #6』 ダイヤモンド☆コレクション - YouTube(2019年11月20日、club SEATA)[10]（千葉テレビ）
- 『ダイヤモンド☆コレクション〜BRASH UP BOUT‼〜 #7』 ダイヤモンド☆コレクション - YouTube(2019年12月11日、club SEATA) [11]（千葉テレビ）
- 『よっしゃ〜！いくぞ〜！MARINA NewStartLIVE in Hachinohe』（2020年7月5日、KOMEKUUTO八戸店Studio5MaLu2）[12]
- JA十和田おいらせ『収穫祭』にて、ライブ及び阿弖流為ヒーローショーのカヤ役として出演（2020年10月17日）
- 平内町商工会『びっくり市』 にて、ライブ出演（2020年11月1日）
- 『MARINA1stシングルリリース記念LIVEinYokohama2020』（2020年11月7日、伊勢佐木倶楽部 CROSS STREET）[13]
- 『〜ケーキの上からしつれいします〜🎀MARINA Birthday LIVE 2021🎀』（2021年01月18日、無観客SHOWROOMプレミアム配信）[14]
- 『～1st アルバム リリースさせていただきます～MARINA Birthday LIVE 2022』（2022年01月22日、LIVE HOUSE TOGI BAR 延期：2022年3月20日）[15]
- 『ジャイアント食堂』にて『まりなのラジオでおよよよよ～♥』1周年記念公開収録+ミニライブ（2022年6月25日、八戸美術館）
- 『MARINA』「Birthday LIVE2022」BD/DVD販売記念ミニライブ＆特典会（2022年6月26日、ソフマップAKIBA パソコン・デジタル館8F）[16]
- 『20代の思い出は捨てていけ！MARINA Birthday LIVE2023』（2023年05月06日、CreAto　SHOWROOMでもプレミアム同時配信）[17]
- 『第71回 八戸七夕まつりストリートライブ』（2023年07月15日、青森県八戸市三日町）[注 14]
- MARINA Birthday LIVE2023 DVD/BluRay販売会 in Tokyo（2023年7月22日、STUDIO TRON）
- MARINA Birthday LIVE2023 DVD/BluRay販売会 in Osaka（2023年7月23日、3e BAR）
- 『MARINA BIRTHDAY LIVE 2024 ~きみのままで~』（2024年2月11日、unravel tokyo）
- RISE Fes.2024[18]（2024年4月11日、Veats Shibuya）
- GOMAFES – ゴマフェス2024（2024年4月28日、道の駅いなかだて弥生の里）
- 4年ぶりだぜ！あげてこーぜ！MARINA ONE MAN LIVE 2024[19]。（2024年5月6日、八戸LIVE HOUSE FOR ME）

(シンデレラマジックEASTのライブは数が多いため割愛し、ソロ出演のみの掲載としています。)
・さん+いち=ろく　MARINA BIRTHDAY LIVE 2025 　（2025年2月1日 六本木CLUBEDGE）

### モデル
- グランドサンピア八戸ブライダル専属モデル(ブライダルショー、Web、ポスター、テレビCM、バス広告等）（2017年1月～）
- 青森県庁消防団(2018年3月～)
- 自転車シェアサービス『チャリオ』イメージモデル(2018年12月)
- 株式会社宮本製作所『ベビーマグちゃん』インフルエンサー(2019年2月)
- PCショップ『Jan-gle』5代目イメージガール(2019年7月)
- 『ワクワクバイクフェア in MSP』(2019年9月)
- 『着物レンタルVASARA』 卒業袴イメージモデル(2020年3月)
- 『着物レンタルVASARA』 グループ全体イメージモデル(2020年4月)
- 新感覚ファーストフード『MOOGA』4代目イメージガール(2020年7月)
- 株式会社インユー オーガニックブランド『Minery（ミネリー）』ハンドモデル(2021年5月4日)
- カップヌードル50周年×SHOWROOM特別アンバサダー(2021年10月18日)
- 三八五オートスクール八戸(2021年12月1日)
- ドクターデオドラント　薬用デオ35プラス+(2022年4月21日)
- 自身が配信する仮想ライブ空間「SHOWROOM」のWEB広告モデルに起用される(2022年5月1日)
- ラムズマークス『フコイダン保湿ローション』広告モデルとして、YouTube、TikTok、Amazonで動画配信(2022年10月28日)
- 東京土建一般労働組合足立支部2023年度イメージガールポスター第一弾(2023年4月14日)
- オリックス・バファローズ 『Bs夏の陣2023』ライバー応援モデル東京駅と大阪駅にポスター掲示(2023年8月21日)
- 東京土建一般労働組合足立支部2023年度イメージガール ポスター第二弾[20](2023年9月3日)
- PECHE特別増刊号『PECHE_mag 001』BLUE ver表紙モデル。PECHEレギュラーモデルのさおりん（ヘラヘラ三銃士）とコラボ表紙を飾る[注 15](2023年12月15日)
- presented by everylive PECHE_party 2024 SPRING あなたと過ごす白昼夢にて初のランウェイを歩く(2024年3月30日)[21]
- 北辰工業株式会社『BOUNXI（バウンシー）トランポリンパーク』(2024年4月19日)[22]

### TV
- 『ズブ濡れ』(2017年、青森放送)
- 『ビジョ美女』(2017年、青森放送)
- 『ペット大集合！わんにゃんぱーく！』(2017年10月～、八戸テレビ放送)
- 『さんまのご長寿クイズ2017』青森予選アシスタント※ご長寿グランプリ2017[23]（2017年12月29日、TBS）
- 『科学情報バラエティ 知っ得サイエンス』(2018年4月～2019年3月、青森放送)
- 『カーセレクションTV』(2018年7月～、青森テレビ)
- 『イマドキ台湾with Win』(2019年9月28日、青森放送)[注 16]
- 『夢はここから深夜放送ラッキー』準レギュラー(2020年4月～、青森朝日放送)
- 『夢はここから生放送！ハッピィ』エンディング曲(2020年4月～、青森朝日放送)
- 「種差海岸をULハイキング」『グリーンハウスTVチャレンジアウトドア』 - YouTube(2020年11月28日、八戸テレビ放送)
- 『千鳥のニッポン未来島』 (2021年6月6日、RSK山陽放送制作 TBS系列28局全国ネット)
- 『勝手に村択 JAPAN未来美レッジ』 (2022年6月12日、RSK山陽放送制作 TBS系列28局全国ネット)
- 『ローカリズム』高橋優、内澤崇仁のインタビュアー(2022年6月26日、スパースシャワーTV、八戸テレビ)

### ドラマ
- ショートドラマ 『ウマい話にはワケがある　愛を語るよりウマを語ろう』(2019年9月～2019年10月、青森放送、岩手めんこいテレビ、秋田放送)[注 17]
- 『BS1スペシャル▽全国オモシロ番組選手権GP　みちたん～知られざる東北ディープ』再現ドラマ(2020年3月20日、NHK BS1、NHK総合テレビジョン 東北)
- 『やっぱり台湾～好き、欲しい、見たいがいっぱい！～』（2022年11月17日～、テレビ朝日系列・青森朝日放送、群馬テレビ、北海道テレビ）「＃3仲間の胃袋をつかむ～ビールと火鍋のマリアージュ～」篇 - YouTube[注 18]

### ラジオ番組
- ～ブースの中からしつれいします～ \まりなのラジオでおよよよよ〜/（2021年7月2日～ 毎週金曜21:30～22:00、再放送:毎週土曜21:00～21:30、ビーエフエム）

### CM
- ミツカン、こなべっちTV CM(2016年11月、青森放送)
- セブンハーツ株式会社、スイシーク(水素水)TV CM - YouTube(2017年3月)
- セブンハーツ株式会社、活活水素水TV CM(2017年3月)
- グランドサンピア八戸、ブライダルTV CM(2017年4月)
- 木浪学園、2017年ヘアーアートカレッジ木浪学園メディカルビジネス科TV CM - YouTube(2017年7月)
- トヨタ自動車、トヨタ VOXY(ヴォクシー)『父になった篇』WEB CM(2017年7月)
- グランドサンピア八戸、グランドサンピアブライダルフェアTV CM - YouTube(2017年10月)
- 青森県消防保安課、This is 消防団　episode 1「What is 消防団？」WEB CM - YouTube(2018年3月)
- 青森県消防保安課、This is 消防団　episode 2「学生、ときどき消防団員」WE BCM - YouTube(2018年3月)
- 青森県消防保安課、This is 消防団　episode 3「ともに走ろう！若き仲間たち」WEB CM - YouTube(2018年3月)
- 青森県消防保安課、This is 消防団（真理奈）WEB CM(2018年5月)
- 日産プリンス秋田TV CM(2018年7月)
- 株式会社石生企業グループ、「taxcowcowシャドー（タックスカウカウシャドー）青森八戸中古車販売買取板金塗装」TV CM - YouTube(2018年10月)
- 株式会社リコネクトリレーションズ、チャリオ盛岡シェアサイクルサービスTV CM - YouTube(2018年12月)
- 青森県消防保安課、This is 消防団2019（真理奈）WEB CM(2019年2月)
- 株式会社JAWA秋田、介護施設「さらさ」TV CM - YouTube
- 東北ファーム、味乙女TV CM(2019年11月)
- 株式会社石生企業グループ、「TAX COW COWシャドー新CM」TV CM - YouTube(2020年1月)
- タックスカウカウシャドー、「クルマ売るならタックスカウカウシャドー　県内最高値に挑戦中」TV CM - YouTube(2021年4月)
- タックスカウカウシャドー、「クルマ買うならタックスカウカウシャドー　県内最安値に挑戦中」TV CM - YouTube(2021年5月)
- タックスカウカウシャドー、「未使用車を買うならタックスカウカウシャドー　最短２日で納車できます！」TV CM - YouTube(2021年6月)
- タックスカウカウシャドー、「クルマのキズを直すならタックスカウカウシャドー」TV CM - YouTube(2021年6月)
- タックスカウカウシャドー、「クルマのキズ・ヘコミを直すならタックスカウカウシャドー」TV CM - YouTube(2021年6月)
- 大塚製薬、オロナミンC web movie lみんなの元気がつながる広告 - YouTube(2021年8月)
- 公益社団法人八戸青年会議所、「ラブはちのへ」運動発信委員会映像作品　【未来につながる物語　～まちを思い、まちを創る～】　つながり編 - YouTube(2021年11月22日)
- 三八五オートスクール株式会社TV CM(2021年12月1日、青森朝日放送、青森テレビ、青森放送、岩手めんこいテレビ)
- ラムズマークス株式会社、【薬用デオ35プラス】19秒CM 忍者・ねこ編 YouTube CM - YouTube(2022年4月21日)
- SHOWROOM株式会社、仮想ライブ空間「SHOWROOM」(2022年5月1日)
- 日本財団、海と日本プロジェクトin沖縄県　推進パートナーになろう！ 沖縄限定 CM(2022年7月22日)
- Airdog、テレビ朝日系列東北ブロック6局ネット番組『真夏の6県生中継 東北夏祭り 出てこいや！』番組内CM(2022年8月3日)
- ラムズマークス株式会社、青森県八戸市出身！片方八重歯が特徴のまりりんこと真理奈ですっ！ フコイダン保湿ローション 20秒CM 【お肌よわよわフコイダンダンス編】 YouTube CM - YouTube(2022年10月25日)
- テレビ朝日系列・青森朝日放送制作、本人出演のドラマ『やっぱり台湾～好き、欲しい、見たいがいっぱい！～』TV CM（2022年11月14日～2022年12月14日）
- キリンホールディングス株式会社、『iMUSE(イミューズ)』(2022年12月、テレビ朝日系列東北6県で放送）
- カルビー株式会社、東北6県で放送中！「カルビーの人気商品CHIPS NEXT」オリジナルCM YouTube CM - YouTube(2023年02月15日)
- 花王株式会社、『ビオレu 泡ハンドソープ』(2023年9月16日、テレビ朝日系列東北6県で放送）
- キリンビバレッジ株式会社、『おいしい免疫ケア』(2023年12月、テレビ朝日系列東北6県で放送）

### タイアップ
- 八戸コミュニティラジオ番組〖ゆうらじ！Hachinohe〗今月のエンディング曲として『REすたーとっ!!』が採用される（2021年2月1日、ビーエフエム）
- 八戸コミュニティラジオ番組〖ゆうらじ！Hachinohe〗今月のエンディング曲として『Sakura Fabulous』が採用される（2021年5月3日、ビーエフエム）
- 八戸コミュニティラジオ番組〖ゆうらじ！Hachinohe〗今月のエンディング曲として『Make It Loud』が採用される（2021年9月1日、ビーエフエム）
- 八戸コミュニティラジオ番組〖ゆうらじ！Hachinohe〗今月のエンディング曲として『Less Control』が採用される（2022年2月1日、ビーエフエム）
- SHOWROOMコラボカレンダープロジェクトに10月担当として出演（2024年1月8日、SHOWROOM）
- 八戸コミュニティラジオ番組〖ゆうらじ！Hachinohe〗今月のエンディング曲として『花と私』が採用される（2024年3月1日、ビーエフエム）

### ネット配信
- 生テレ(2018年サービス終了)[注 19]
- ❁片方八重歯まりりん❁ SHOWROOM(2018年4月10日～2020年3月30日)
- ❁まりりんのおよよよよ❁ SHOWROOM[注 20](2020年5月10日～)
- 真理奈のおよよよよ - YouTubeチャンネル(2020年5月30日～)
- まりりん🐥🌸 Pococha(2023年8月7日～)
- まりりん🐥🌸 .yell Live(2023年8月28日～)

### メディア掲載
- 月刊はちのへ情報Amuse、毎月裏表紙にグランドサンピア八戸のブライダル広告に掲載(～2023年7月、有限会社アミューズ)
- Highway Walker 東日本2017年2月号(2017年1月、東日本高速道路)
- グラビアザテレビジョンfeat.(2018年4月3日発売(2018年4月、角川学芸出版)
- Highway Walker東日本2018年8月号(2018年7月、東日本高速道路)
- 季刊誌『はちのへ中心蔵ウェル』の美容院Harmonyページ及びWEB版ページに毎号掲載（株式会社アイズ)
- 月刊MOESTA秋葉原通信 vol.50 2019年3月版（2019年3月、株式会社花鳥風月）
- 月刊アウトドア雑誌BE-PAL10月号(2019年9月、小学館)
- はちのへマガジンユキパル シンデレラマジックEAST SHOWTIME連載(2019年9月～2020年3月、企業組合ユキパル)
- 秋葉原観光マップ『アド街っぷsweet』vol.78表紙(2019年10月、HSDM株式会社)
- ダイハツ LOVE LOCAL LIFE 4号(2019年10月、ダイハツ工業)
- 楽遊IDOL PASS vol.15(2020年7月、株式会社アドサプライズ)
- 月刊TVnavi青森・岩手版 2020年11月号(2020年10月、産経新聞社)[24]
- 東奥日報新聞記事 1stシングル「REすたーとっ!!」リリース情報掲載（2021年2月4日、東奥日報）[25]
- デーリー東北新聞及びWEB版記事 1stシングル「REすたーとっ!!」配信スタート記事が掲載（2021年2月7日、デーリー東北）[26]
- トップライバーに聞いてみた！ SHOWROOMで活躍する12名のライバーに選出され、連載スタート(2021年3月29日、SHOWROOM公式note)
- デーリー東北新聞紙面に、1年間リレーエッセー「ふみづくえ」連載スタート(2021年4月28日～2022年3月16日、デーリー東北)
- ソフマップAKIBA パソコン・デジタル館エレベーター外扉広告(2022年6月1日、株式会社ソフマップ)
- 東京土建一般労働組合足立支部新聞折込広告として6万部配布(2023年4月14日、東京土建一般労働組合足立支部)
- 秋葉原観光マップ『アド街っぷsweet』vol.121裏表紙[注 21](2023年6月6日、HSDM株式会社)
- フリーマガジンPlus（プリュス）vol.202 地元で活躍する人を応援！記事(2023年7月21日、株式会社 リズム・エージェンシー)
- 東京土建一般労働組合足立支部新聞折込広告として6万部配布、A3ポスター関係各店舗に掲載(2023年9月3日、東京土建一般労働組合足立支部)